# Desmia subdivisalis
Desmia subdivisalis is een vlinder uit de familie van de grasmotten (Crambidae), uit de onderfamilie van de Spilomelinae. De wetenschappelijke naam van deze soort is voor het eerst voorgesteld door Augustus Radcliffe Grote in een publicatie uit 1871.
De soort komt voor in de Verenigde Staten.